# جهاز تحكم عن بعد

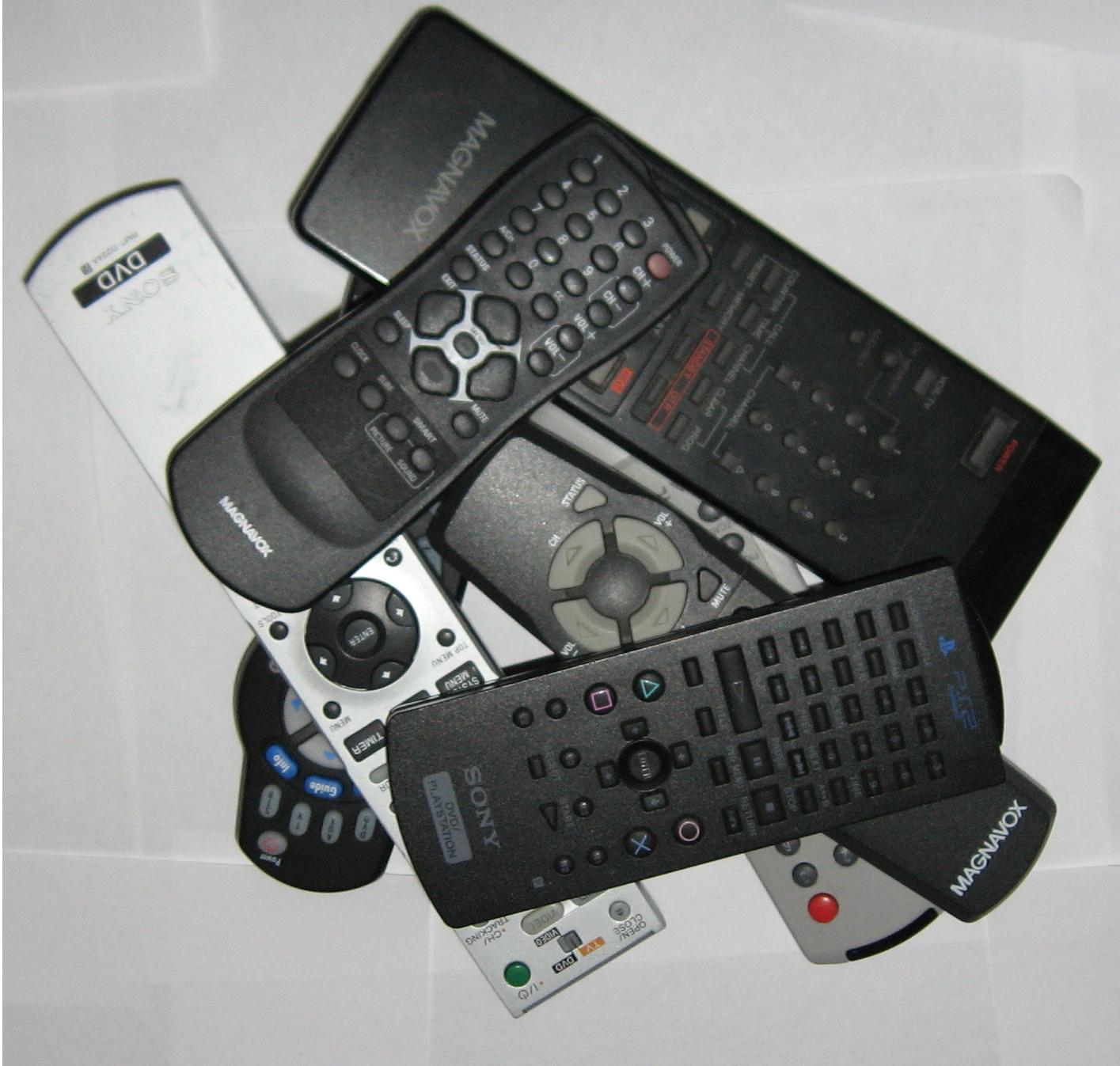
مجموعة من أجهزة التحكم.

الحَاكُومُ أو جِهَازُ التَّحَكُّمِ عَنْ بُعْد (بالإنجليزية: Remote control) هو جهاز إلكتروني يسمح في التحكم عن بعد في أجهزة مختلفة. لنقل التعليمات تعمل بعدة وسائط غير سلكية كموجات الكهرومغناطيسية أو الأشعة تحت الحمراء.
ويستعمل جهاز التحكم مع عدة أجهزة أشهرها المرناة (التلفاز)، وأجهزة أخرى متعددة، منهاالمكيفات إلى السيارات وغيرها.

## التسمية
أقر مجمع اللغة العربية الأردني استخدام هذه الكلمة بناء على رسالة من الدكتور حامد صادق قنيبي، وحاكوم على وزن اسم الآلة «فاعول» كقولنا: حاسوب، صاروخ.
لكن الاسم الأكثر شيوعاً في العالم العربي للحاكوم هو جهاز التحكم أو الريموت كونترول وأحيانا كباسة.

## التاريخ
من أوائل أجهزة التحكم عن بعد ذلك الذي طوره العالم نيكولا تسلا سنة 1898. براءة الاختراع U.S. Patent 613٬809 المعنونة بـ (بالإنجليزية: Method of an Apparatus for Controlling Mechanism of Moving Vehicle or Vehicles) وضعت وصف كاملا للجهاز. في سنة 1898 عرض تسلا للجمهور تجربة تحكم عبر الراديو بقارب أثناء معرض إلكترونيات في الحديقة المربعة لماديسون. أطلق تسلا على قاربه اسم "teleautomaton".
سنة 1903، عرض ليناردو توريس كفيدو ما سماه Telekino في أكاديمية باريس للعلوم مرفوقا بعرض تجريبي. في نفس الوقت حصل على براءة اختراع في كل من فرنسا وإسبانيا والمملكة المتحدة والولايات المتحدة. Telekino هو عبارة عن آلة تنفذ أوامر تتلقاها موجات كهرومغناطيسية.
بعد ثلاثينيات القرن العشرين بدأ الكثير من منتجي أجهزة الراديو باقتراح حاكوم لبعض الموديلات المتطورة. معظمها مرتبط بالجهاز بخيط. لكن جهاز التحكم فيلكو ميستري (1939) فكان مزود ببطارية ومرسل موجات راديو ضعيفة التردد وبذلك شكل أول جهاز تحكم عن بعد لجهاز إلكتروني بدون كابل.

## مبدأ العمل
يقوم مبدا العمل على أساس مرحلتين مرحلة إرسال ومرحلة استقبال في حين أنه يستعمل عدة وسائط كالأشعة الضوئية أو موجات الصوت أو الراديو.

### حاكوم بالأشعة تحت الحمراء

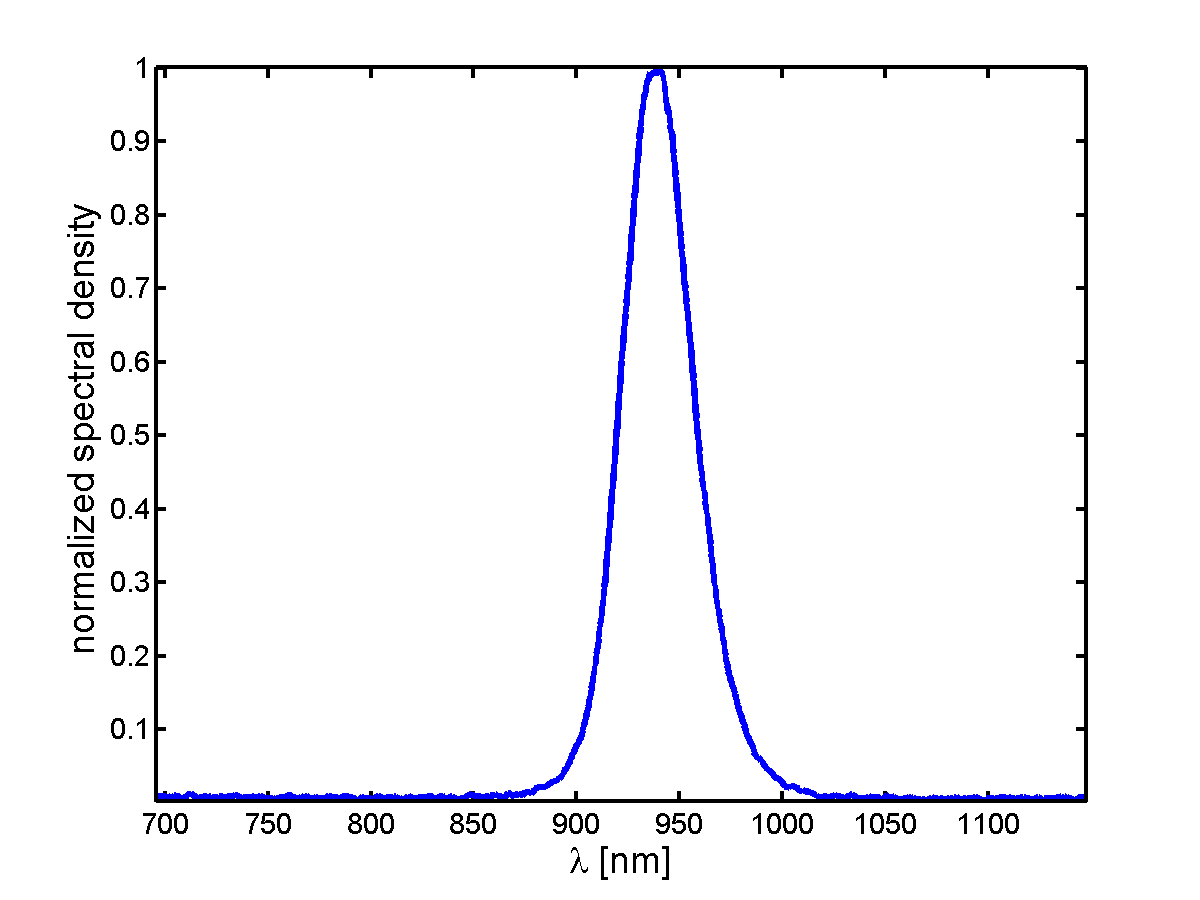
مجال طيف الإرسال لحاكوم بأشعة تحت حمراء لأي نظام سمعي

تصدر ديود الأشعة تحت الحمراء موجات بسرعات تناسب كل أمر. عند تصوير الحاكوم بكاميرا رقمية يظهر وكأن ضوء بنفسجي يبرق

عبر أشعة تحت حمراء تصدر عن ديود أشعة تحت الحمراء وهو مكون إلكتروني صغير يحول إشارة كهربائية بجهد نحو 1.6 فولط إلى أشعة ضوئية تحت الحمراء (800—1000 نانومتر وهو ضمن مجال الطيف غير المرئي بالعين المجردة). ذروة الإرسال تقارب 940 نانومتر (0.94 ميكرون).
تنقل البيانات على شكل سلسلة من الأصفار والوحدات لتشكل شفرة رقمية خاصة بكل زر على الحاكوم، فيقوم النظام الرقمي عند المستقبل بتلقي هذه الإشارات واستخلاص الشفرة الرقمية واستنتاج الزر المضغوط وبالتالي تنفيذ الأمر المطلوب (زيادة شدة الصوت مثلا).
يتم إرسال الأصفار والوحدات لتكوين الشفرة بطريقة قد تختلف من جهاز لآخر ومن شركة لأخرى: ما يعرف باسم البروتوكول. 

#### بعض البروتوكولات المستعملة
- بروتوكول NEC
- بروتوكول صوني SONY
- بروتوكول PHILIPS

عادة ترسل شفرة أخرى مباشرة قبل الشفرة الخاصة بالزر تسمى شفرة العنوان address وهي خاصة بكل شركة، وضعت لتفادي تأثير حاكوم من شركة أخرى على الجهاز، حيث يقوم المستقبل بالتأكد من كود العنوان إن كان مطابقا أم لا قبل أن يستجيب.
أصبح هذا النظام شائع في عصرنا، ويستخدم لإعطاء أوامر لأجهزة مختلفة من باب مرآب السيارات الألي إلى للتحكم أجهزة التلفاز، إلى لنقل الصوت إلى سماعات الرأس بالأشعة تحت الحمراء.
أحد مساوئ الأشعة تحت الحمراء هو طريقة انتشارها : حيث تنعكس الأشعة داخل الغرف على الجدران، أما في الخارج فيجب استهداف المتلقي والتصويب نحوه لضمان استلامه الأمر. رغم من التضمين ما بين 30 و40 كيلوهرتز، إلا أنه يمكن لمصابيح النيون أو أشعة الشمس أن تحد من عمله إلى بضعة أمتار قليلة. إلى جانب أنه ينبغي أن لا يعيق شعاع أي عائق غير شفاف.

### حاكوم بموجات فوق الصوتية
في ثمانينيات القرن العشرين، سوقت شركة Telefunken نموذج حاكوم بموجات فوق الصوتية. وإن كان للإنسان صامت تماما إلا أن الأمر ليس كذلك بالنسبة لبعض الحيوانات كالكلب.

### حاكوم بموجات الراديو

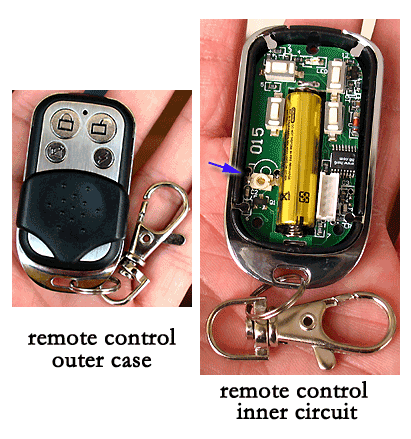
جهاز تحكم في فتح أبواب السيارات يعمل بموجات الراديو

حاكوم «موجات الراديو أو الهرتيزية» يستعمل موجات الراديو (وهو نطاق أكبر بكثير من الأشعة تحت الحمراء) لنقل إشارة الكهربائية المستخدمة بصورة غير مرئية. وتعبر هذه الموجات خلال الحواجز الصغيرة كالجدارن أو الأبواب أو الستارة الخفيفة. أما نقل الأوامر فلا يتطلب التصويب لانتشار الأمواج في كل الإتجاهات.

## الاستعمالات
للحاكوم استعمالات متنوعة، فهو كالوسيط بين المُسْتَعْمل والآلة التي يريد تشغيلها، فهو يرسل إشارة حدّدها المستعمل بضغطه زرًّا معيّنًا. تُرْسَلُ الإشارة على شكل رقميٍّ (أصفار ووُحْدَان) للجهاز الذي يفك الشفرة الرقمية وينفذ الأمر المطلوب.

## وصلات خارجية
- (بالإنجليزية) وصف لبروتوكولات للتحكم بالأشعة تحت الحمراء
- (بالإنجليزية) مبدأ عمل أجهزة التحكم بالأشعة تحت الحمراء نسخة محفوظة 17 فبراير 2009 على موقع واي باك مشين.